# キース・ファン・デル・ピール
キース・ファン・デル・ピール（Kees van der Pijl、1947年6月15日 - ）は、オランダ出身の国際政治経済学者。現在、サセックス大学教授。トランスナショナルな階級の役割に注目した世界政治経済の構造分析および国際関係論の概念史などが研究テーマである。
ライデン大学およびアムステルダム大学で学び、1983年に「北大西洋地域における帝国主義と階級形成」の研究で博士号取得。国際政治経済学への批判的アプローチを採り、ヘンク・オバービーク（Henk Overbeek）やオットー・ホルマン（Otto Holman）と並んで「アムステルダム学派」の一人に数えられる。 2000年、渡英し、マイケル・ニコルソンの後任としてサセックス大学の国際関係論教授に就任、また同大学世界政治経済研究所の所長を2001年から2006年まで務める。2008年、著書『ノマド・帝国・国家』がドイッチャー記念賞を受賞した。

## 著書
- The making of an Atlantic ruling class, Verso, 1984.
- Vordenker der Weltpolitik: Einführung in die internationale Politik aus ideengeschichtlicher Perspektive, Leske + Budrich, 1996.
- Transnational classes and international relations, Routledge, 1998.
- Global rivalries from the cold war to Iraq, Pluto Press, 2006.
- Nomads, empires, states, Pluto Press, 2007.
- The foreign encounter in myth and religion, Pluto Press, 2010.

### 共著・編著
- Global regulation: managing crises after the imperial turn, edited by Kees van der Pijl, Libby Assassi and Duncan Wigan, Palgrave Macmillan, 2004.